# Souvenirs particuliers
 (mai 2016).
Si vous disposez d'ouvrages ou d'articles de référence ou si vous connaissez des sites web de qualité traitant du thème abordé ici, merci de compléter l'article en donnant les références utiles à sa vérifiabilité et en les liant à la section « Notes et références ».
Souvenirs particuliers est un roman de Pascal Sevran publié en 1990.

## Résumé
En 1945 à Montrouge, la mère de Manuel va danser très souvent et son père est communiste militant. Il devient danseur mondain (gigolo) en 1957. Il se lie avec Robert, ambassadeur de France au Maroc. Puis il rencontre Laredo, ex boxeur célèbre. Puis il a un amant, Marc et une maitresse, Nicole. Un Hans, de l'OAS, lui propose de renverser De Gaulle. Il se fiance ensuite avec Lita, meneuse de revue, et Nicole est accusée du meurtre de son mari. Il se souvient aussi de Jules, relieur à La Ferté St Aubin, et de Silvana, actrice. En 1968 il épouse Lita, partie depuis avec un étudiant devenu ministre ougandais. Il a alors hébergé Jimmy, chanteur.